# Lake Wylie
Lake Wylie – jednostka osadnicza w Stanach Zjednoczonych, w stanie Karolina Południowa, w hrabstwie York.